# 이영순 (1920년)
이영순(1920년 ~ ?)은 대한민국의 조직폭력배이다. 이북 출신으로, 이화룡의 밑에서 일했다.

## 이영순이 등장한 작품
- 《야인시대》(2002) (배우: 임주완)